# ليلا كورمان
ليلا كورمان (بالإنجليزية: Leela Corman)‏ هي رسامة كارتون أمريكية، ولدت في 8 يونيو 1972.

## وصلات خارجية
- الموقع الرسمي
- ليلا كورمان على موقع ميوزك برينز (الإنجليزية)
- ليلا كورمان على موقع ديسكوغز (الإنجليزية)